# Laguna de Tlahualilo
La Laguna de Tlahualilo es una laguna seca ubicada en el municipio mexicano de Tlahualilo, estado de Durango. 
La Laguna de Tlahualilo es donde desembocaba una parte del Río Nazas, con la Laguna Mayran y la Laguna de Viesca.
Durante los siglos XIX y XX para fines agrícolas de terratenientes que se apropiaron de grandes extensiones de tierra en la región, el río Nazas fue regulado por presas, provocó la desaparición de la laguna y su ecosistema además de disminuir la recarga de los mantos acuíferos. Solía estar poblada por peces y aves de diversas especies, mismas que daban sustento a los pueblos autóctonos de la región.
- Datos: Q48241694